# Отабоев, Алишер Абдужалилович
Алишер Абдужалилович Отабоев (Атабаев) (узб. Alisher Abdujalilovich Otaboyev; 17 апреля 1947, Маргилан, Ферганская область) — государственный и политический деятель Узбекистана, хоким (губернатор) Ферганской области Республики Узбекистан с 2000 по 2004 годы), депутат Олий Мажлиса Республики Узбекистан 2-го созыва.

## Биография
Алишер Атабаев родился в 1947 году в городе Маргилан в семье служащих. Государственный и политический деятель Узбекистана, хоким (губернатор) Ферганской области Республики Узбекистан с 2000 по 2004 годы. Его кандидатура была выдвинута Президентом Республики Узбекистан Исламом Каримовым 15 января 2000 года и утверждена Ферганским областным кенгашем депутатов.
До назначения хокимом, (с 1997 года-до 15 января 2000 года) работал 1 заместителем хокима Ферганской области, ранее до 1997 года занимал пост хокима (мэра) города Фергана, Ферганской области.
Одновременно, с октября 2000—2004 годы избран депутатом Олий Мажлиса Республики Узбекистан 2-го созыва по Бешарыкскому избирательному округу № 174. Выдвинут от Ферганского областного Кенгаша (Совета) народных депутатов.
За годы работы руководителем области в Ферганской области выполнялись и перевыполнялись планы по сдаче хлопка-волокна и другой сельскохозяйственной продукции, были сданы новые промышленные предприятия, предприятия бытового обслуживания населения, были построены многочисленные социально-культурные объекты, развита социальная и коммунальная инфраструктура области.
В советское время работал главным инженером, а затем директором Ферганского механического завода.
Алишер Атабаев 27 августа 2002 года за самоотверженный труд и достигнутые успехи в укреплении независимости, экономической мощи государства, воспитании личным примером наших граждан, особенно молодого поколения, в духе национальных и общечеловеческих ценностей, снискавших уважение всего народа своим трудолюбием, патриотизмом и активным участием в общественной жизни награждён орденом «Эл-Юрт хурмати».

## Семья
Жена Раъно Махмудовна Косимова (дочь одного из первых узбекских генералов Махмуда Косимова). Имеет двух сыновей Махмуда (1974), Сардора (1978) и внуков (Арслан, Камилла).

## Награды и признание
- Орден «Эл-юрт Хурмати» («Уважаемому народом и Родиной») (Указ Президента Республики Узбекистан от 27 августа 2002 года)[4].
- Медали